# 白斑深海鰩
白斑深海鰩（学名：Bathyraja albomaculata），為軟骨魚綱鰩目單鰭鰩科的一種，被IUCN列為易危保育類動物，分布於東南太平洋智利Guamblin 島、 西南大西洋阿根廷巴塔哥尼亞與福克蘭群島海域，深度130至434公尺，體長可達14.4公分，棲息在深海沙泥底質海域，為底棲性魚類，卵生，雌魚會產下帶有角的長方形卵囊，屬肉食性，以多毛類為食，生活習性不明。